# Болотницька сільська рада (Народицький район)
Болотницька сільська рада — колишня адміністративно-територіальна одиниця та орган місцевого самоврядування у Народицькому і Овруцькому районах Коростенської й Волинської округ, Київської і Житомирської областей УРСР та України з адміністративним центром у с. Болотниця.

## Населені пункти
Сільській раді підпорядковувались населені пункти:
- с. Болотниця
- с. Червоне

## Населення
Відповідно до результатів перепису населення 1989 року, кількість населення ради, станом на 1 грудня 1989 року, складала 405 осіб.
Станом на 5 грудня 2001 року, відповідно до перепису населення України, кількість мешканців сільської ради складала 342 особи.

## Склад ради
Рада складалась з 12 депутатів та голови.

## Керівний склад сільської ради
| ПІБ                       | Основні відомості                                                                    | Дата обрання | Дата звільнення |
| ------------------------- | ------------------------------------------------------------------------------------ | ------------ | --------------- |
| Бондарчук Тетяна Павлівна | Сільський голова, 1971 року народження, освіта                                       | 26.03.2006   | 31.10.2010      |
| Бондарчук Тетяна Павлівна | Сільський голова, 1971 року народження, освіта вища, Політична партія «Наша Україна» | 31.10.2010   |                 |

Примітка: таблиця складена за даними джерела

## Історія
Утворена 21 жовтня 1925 року в с. Болотниця Закусилівської сільської ради Народицького району Коростенської округи. Станом на 17 грудня 1926 року на обліку в раді перебували хутори Круглий Лісок, Кучебин, Під Гаєм та Шевченка. Станом на 1 жовтня 1941 року хутори Круглий Лісок, Кучебин та Під Гаєм зняті з обліку населених пунктів.
Станом на 1 вересня 1946 року сільрада входила до складу Народицького району, на обліку в раді перебували с. Болотниця та х. Червоний.
11 серпня 1954 року раду було ліквідовано, територію та населені пункти передано до складу Закусилівської сільської ради Народицького району. Відновлена 5 березня 1959 року в складі с. Болотниця і х. Червоний Закусилівської сільської ради та с. Липлянщина В'язівської сільської ради Народицького району.
Станом на 1 січня 1972 року сільрада входила до складу Народицького району Житомирської області, на обліку в раді перебували села Болотниця, Липлянщина та Червоне.
12 серпня 1974 року с. Липлянщину було повернуто до складу В'язівської сільської ради.
Припинила існування 17 листопада 2015 року в зв'язку з об'єднанням до складу Народицької селищної громади Народицького району Житомирської області.
Входила до складу Народицького (21.10.1925 р., 5.03.1959 р., 8.12.1966 р.) та Овруцького (30.12.1962 р.) районів.